# Rivalità calcistica Argentina-Inghilterra

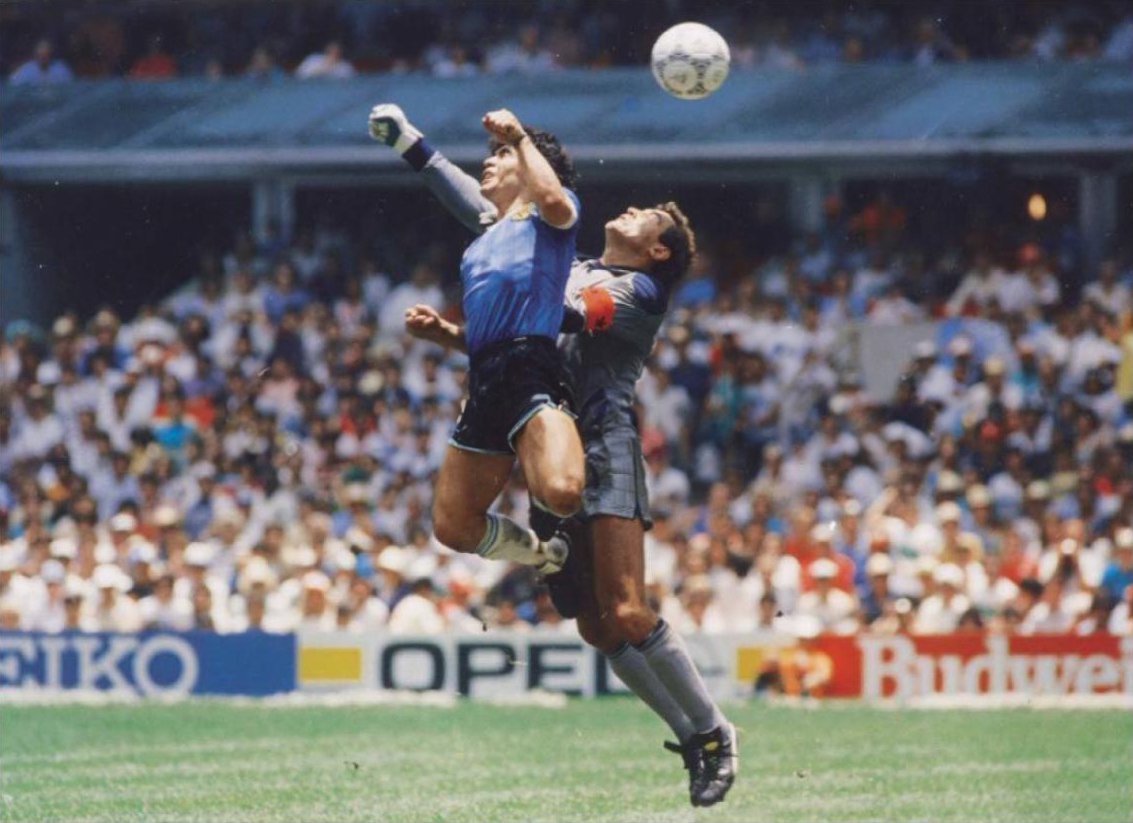
La contestata rete segnata con la mano da Maradona in occasione dei quarti di finale del campionato del mondo 1986 passata alla storia come la Mano de Dios

La Rivalità calcistica Argentina-Inghilterra è una rivalità tra nazionali in ambito sportivo-calcistico, anche se nel corso degli anni è scaturita anche per motivi politici, legati alla guerra delle Falkland del 1982 (in inglese: Falklands War, in spagnolo: guerra de las Malvinas). Ciononostante alcuni calciatori argentini, tra cui Osvaldo Ardiles e Ricardo Villa hanno giocato nel campionato inglese, diventando popolari tra i tifosi.
Si sono affrontate molte volte tra Campionato mondiale di calcio e partite amichevoli, e mentre per i tifosi argentini è superiore solo la rivalità con il Brasile, per gli inglesi è considerata la principale rivalità calcistica al pari di quelle con Scozia e Germania.

## Inizi
Nella seconda metà del XIX secolo, la capitale argentina Buenos Aires aveva una grande comunità di espatriati inglesi di circa 10.000 persone. Come in molte altre parti del mondo, il calcio fu introdotto in Argentina dagli Inglesi. La prima partita di calcio giocata in Argentina di cui si ha documentazione fu organizzata dal Buenos Aires Cricket Club di Palermo a Buenos Aires il 20 giugno 1867, e fu giocata da due squadre di operai ferroviari, i Cappucci Bianchi ("White Caps") e i Cappucci Rossi ("Red Caps") (agli albori del calcio era comune che le squadre si distinguessero per i loro cappellini anziché per le loro magliette).
ll cosiddetto "padre del calcio argentino" fu un insegnante di Glasgow, Alexander Watson Hutton, che per primo insegnò calcio al St. Andrew's School di Buenos Aires nel 1880. Il 4 febbraio 1884 fondò la Buenos Aires English High School dove continuò ad istruire gli allievi nel gioco. Nel 1891 Hutton fondò la Association Argentine Football League. Parteciparono cinque squadre ma fu giocata solo una stagione di gioco. Una nuova lega, la The Argentine Association Football League fu costituita il 21 febbraio 1893 e questa diventò infine la Argentine Football Association. A quei tempi in Argentina quasi tutti i giocatori e funzionari erano espatriati britannici o di estrazione inglese e le squadre di calcio più datate come i Rosario Central, i Newell's Old Boys e i Quilmes Athletic Club erano tutte state fondate da espatriati Inglesi. Tanto la popolarità del gioco crebbe così calò l'influenza Inglese sullo stesso, e dal 1912 l'Associazione fu ribattezzata Asociación Argentina de Fútbol.
Tuttavia l'influenza britannica sul gioco si mostrò in Argentina nell'uso continuato di termini come "corner" and "wing" piuttosto che nelle loro traduzioni spagnole. Anche i nomi di alcune famose squadre argentine sono di origine inglese come "River Plate" oppure influenzati dalla lingua come "Boca Juniors".
Le nazionali si erano già incontrate prima dello scontro del 1966. L'Argentina è stata la prima squadra dopo la Scozia a giocare contro l'Inghilterra a Wembley, nel 1951, quando il primo match internazionale tra le due formazioni si concluse con una vittoria per 2-1 in favore degli inglesi. Le nazionali hanno anche giocato due partite nel 1953 a Buenos Aires. La prima, una vittoria per 3-1 per l'Argentina, non fu considerata ufficiale dall'Inghilterra, che mise in campo una formazione di seconde linee denominata FA XI. Tuttavia, questa partita appare nella lista delle partite internazionali ufficiali dell'Argentina, ed è annoverata dalla FIFA, cosicché gli argentini la ritengono essere la loro prima vittoria di sempre contro l'Inghilterra.  Successivamente, un politico argentino affermò: "noi abbiamo nazionalizzato le ferrovie, e ora abbiamo nazionalizzato il calcio!".
La seconda partita del 1953 fu un match ufficiale per entrambe le squadre: l'Inghilterra giocò con la migliore formazione possibile, inclusi Alf Ramsey, Nat Lofthouse e Tom Finney, l'Argentina invece disputò la partita con lo stesso schieramento del primo confronto. Il match però, dopo 36 minuti, fu sospeso sul risultato di 0-0 a causa della pioggia. La prima vittoria riconosciuta dell'Argentina avvenne grazie ad 1-0 nel giugno 1964 nel "Taça de Nações", un torneo amichevole disputato in Brasile.

## Tabella riassuntiva
| Num. | Data             | Luogo             | Competizione                       | incontro                | Risultato             |
| ---- | ---------------- | ----------------- | ---------------------------------- | ----------------------- | --------------------- |
| 1    | 9 maggio 1951    | Londra            | Amichevole                         | Inghilterra - Argentina | 2 - 1                 |
| 2    | 14 maggio 1953   | Buenos Aires      | Amichevole                         | Argentina - Inghilterra | 3 - 1                 |
| 3    | 17 maggio 1953   | Buenos Aires      | Amichevole                         | Argentina - Inghilterra | 0 - 0                 |
| 4    | 2 giugno 1962    | Rancagua          | Mondiale 1962                      | Argentina - Inghilterra | 1 - 3                 |
| 5    | 6 giugno 1964    | Rio de Janeiro    | Taça das Nações                    | Argentina - Inghilterra | 1 - 0                 |
| 6    | 23 luglio 1966   | Londra            | Campionato mondiale di calcio 1966 | Inghilterra - Argentina | 1 - 0                 |
| 7    | 22 maggio 1974   | Londra            | Amichevole                         | Inghilterra - Argentina | 2 - 2                 |
| 8    | 12 giugno 1977   | Buenos Aires      | Amichevole                         | Argentina - Inghilterra | 1 - 1                 |
| 9    | 13 maggio 1980   | Londra            | Amichevole                         | Inghilterra - Argentina | 2 - 1                 |
| 10   | 22 giugno 1986   | Città del Messico | Campionato mondiale di calcio 1986 | Argentina - Inghilterra | 2 - 1                 |
| 11   | 25 maggio 1991   | Londra            | Challenge Cup                      | Inghilterra - Argentina | 0 - 0                 |
| 12   | 30 giugno 1998   | Saint-Étienne     | Campionato mondiale di calcio 1998 | Argentina - Inghilterra | 2 - 2 (dts) (4-3 dtr) |
| 13   | 23 febbraio 2000 | Londra            | Amichevole                         | Inghilterra - Argentina | 0 - 0                 |
| 14   | 7 giugno 2002    | Sapporo           | Campionato mondiale di calcio 2002 | Argentina - Inghilterra | 0 - 1                 |
| 15   | 12 novembre 2005 | Ginevra           | Amichevole                         | Argentina - Inghilterra | 2 - 3                 |

## Statistiche
Il bilancio finale delle 15 sfide vede 6 vittorie dell'Inghilterra, 5 pareggi e 3 vittorie dell'Argentina.
|                     | Partite | Vinte       | Vinte | Pareggio |
| Argentina           | Partite | Inghilterra |       | Pareggio |
| ------------------- | ------- | ----------- | ----- | -------- |
| Campionati mondiali | 5       | 1           | 3     | 1        |
| Amichevoli          | 10      | 2           | 3     | 5        |
| Tutte le partite    | 15      | 3           | 6     | 6        |

## Competizioni ufficiali
Coppa del Mondo FIFA 1962
Le squadre si incontrarono per la prima volta in una competizione ufficiale nella fase a gironi del Campionato mondiale di calcio 1962 in Cile; l'Inghilterra vinse 3-1 e condannò l'Argentina ad abbandonare il torneo.
| Arbitro: | Latyšev |

|                                             |           |                |
| Flowers 17’ (rig.) Charlton 42’ Greaves 67’ | Marcatori | 81’ Sanfilippo |

Coppa del Mondo FIFA 1966
Le due nazionali si riaffrontarono quattro anni dopo, durante i quarti di finale del Campionato mondiale di calcio 1966 al Wembley Stadium di Londra. La gara fu nuovamente vinta dall'Inghilterra per 1-0 con rete di Geoff Hurst, ed è ricordata per l'espulsione del capitano argentino Antonio Rattín al 35'.

Rattin inizialmente rifiutò di lasciare il campo, polemizzando furiosamente con l'arbitro tedesco Rudolf Kreitlein (anche se l'uomo non capì lo spagnolo) e il gioco venne bloccato per alcuni minuti fino a che Rattin decise di uscire, anche se controvoglia. È successo anche che durante la partita Jack Charlton è stato ammonito, e solo il giorno dopo si seppe ciò leggendo un articolo di giornale. Come risultato di questo incidente Ken Aston sviluppò l'idea di cartellini gialli e cartellini rossi per aiutare la comunicazione in un campo di calcio. Kreitlein, che non aveva mai visto la partita in televisione, ha chiesto una copia del filmato alla Football Association nel 2006, e per gli argentini quell'episodio è considerato El robo del siglo (il furto del secolo).
| Arbitro: | Rudolf Kreitlein |

|           |           |  |
| Hurst 78’ | Marcatori |  |

Coppa del Mondo FIFA 1986

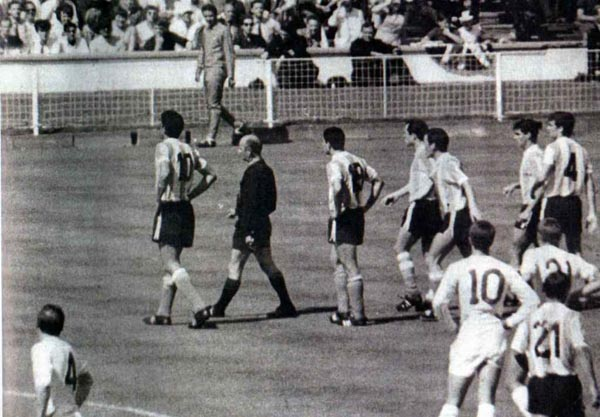
L'espulsione dell'argentino Rattin nella sfida dei Mondiali 1966

Dopo essersi affrontate per tre volte in amichevoli, nel 1974, nel 1977 e nel 1980, Argentina e Inghilterra si sfidarono nei quarti di finale del Campionato mondiale di calcio 1986 il 22 giugno. La gara fu molto sentita anche per via della Guerra delle Falkland del 1982, con la vittoria dagli inglesi che provocò l'inizio del collasso della dittatura militare argentina, al potere dal 1976, con il ritorno alle libere elezioni democratiche avvenuto nel 1983.

L'Argentina vinse l'incontro per 2-1, qualificandosi per le semifinali del torneo, con il suo capitano, Diego Armando Maradona, che nel primo tempo rimase a terra qualche minuto dopo aver ricevuto una gomitata dall'inglese Fenwick, non vista dall'arbitro. Maradona fu il protagonista assoluto grazie a due episodi entrati nella storia del calcio: al 51' segnò il gol dell'1-0 colpendo la palla con la mano – la mano de Dios –, anticipando il portiere Peter Shilton e ingannando l'arbitro, che convalidò, e tre minuti dopo raddoppiò con un'azione partita da centrocampo – il gol del secolo –, scartando cinque giocatori, portiere compreso. All'81' Gary Lineker segnò il gol del 2-1, che però non servì all'Inghilterra ad evitare l'eliminazione dal torneo. L'Argentina vinse poi quel Mondiale battendo in finale la Germania Ovest per 3-2.
| Arbitro: | Bennaceur |

|                  |           |             |
| Maradona 51’ 55’ | Marcatori | 80’ Lineker |

Coppa del Mondo FIFA 1998

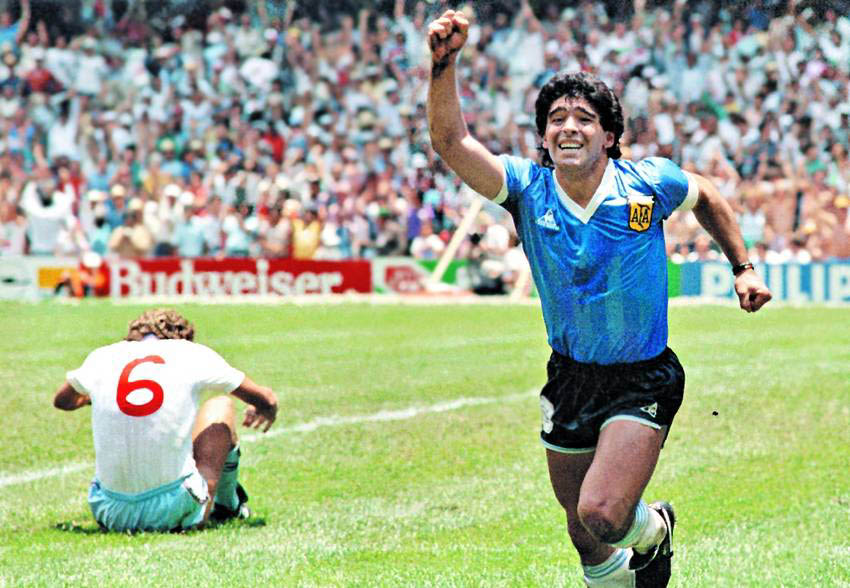
Maradona esulta dopo aver messo a segno il gol del secolo nella sfida dei Mondiali 1986

Dopo un'amichevole a Wembley nel 1991, terminata 0-0, argentini e inglesi si sono riaffrontati in Coppa del Mondo il 30 giugno 1998 a Saint-Étienne, negli ottavi di finale. Dopo il vantaggio argentino con Gabriel Batistuta Alan Shearer pareggia su rigore, ma a rubare la scena è il diciannovenne attaccante del Liverpool Michael Owen  che semina tre difensori argentini per poi insaccare con un diagonale all'incrocio dei pali; alla fine del primo tempo, Javier Zanetti segna la rete del 2-2. Ai rigori vinse l'Argentina 4-3, ma quella gara è ricordata per l'espulsione di David Beckham dopo aver colpito con un tacco la gamba di Diego Simeone, a seguito di un fallo sul centrocampista britannico. Il giorno dopo The Daily Mirror criticò il gesto di Beckham con il titolo "10 Heroic Lions. One Stupid Boy".
| Arbitro: | Nielsen |

|                                   |                      |                                |
| Batistuta 5’ (rig.) Zanetti 45+1’ | Marcatori            | 9’ (rig.) Shearer 16’ Owen     |
| Berti Crespo Verón Gallardo Ayala | Tiri di rigore 4 – 3 | Shearer Ince Merson Owen Batty |

Coppa del Mondo FIFA 2002
Dopo un'altra amichevole giocata a Londra, pareggiata 0-0, l'Inghilterra riuscì a battere nuovamente i sudamericani al Campionato mondiale di calcio 2002, nella seconda giornata del Gruppo F, con rigore decisivo di David Beckham sul finire del primo tempo, facendosi perdonare da tifosi e stampa inglese il gesto di quattro anni prima.
| Arbitro: | Collina |

|  |           |                    |
|  | Marcatori | 44’ (rig.) Beckham |